# Wladimir Wjatscheslawowitsch Loginow
Wladimir Wjatscheslawowitsch Loginow (russisch Владимир Вячеславович Логинов; * 1. Januar 1981 in Odinzowo, Russische SFSR) ist ein russischer Eishockeyspieler, der zuletzt bei Amur Chabarowsk in der Kontinentalen Hockey-Liga unter Vertrag stand.

## Karriere
Wladimir Loginow begann seine Karriere als Eishockeyspieler bei Krylja Sowetow Moskau, für dessen Profimannschaft er in der Saison 1999/2000 sein Debüt in der Wysschaja Liga, der zweiten russischen Spielklasse, gab. Dabei gab er in 35 Spielen vier Torvorlagen. Im folgenden Jahr gelang dem Verteidiger mit seiner Mannschaft der Aufstieg in die Superliga. In dieser spielte er für Krylja Sowetow so lange, bis der Klub 2003 wieder den Gang in die Wysschaja Liga antreten musste. Von 2003 bis 2006 spielte er in der Superliga für Salawat Julajew Ufa, ehe er die Saison 2005/06 beim HK Dynamo Moskau beendete. Es folgten zwei Jahre beim HK Sibir Nowosibirsk, ehe er zur Saison 2008/09 zum HK Spartak Moskau aus der neu gegründeten Kontinentalen Hockey-Liga wechselte. Bereits nach einem Jahr verließ er die Hauptstädter jedoch schon wieder und schloss sich seinem Ex-Club HK Sibir Nowosibirsk an, der 2008 ebenfalls zu den Gründungsmitgliedern der KHL gehört hatte.  
Für die Saison 2010/11 wurde Loginow vom KHL-Aufsteiger HK Jugra Chanty-Mansijsk verpflichtet, wechselte aber im Januar 2011 innerhalb der KHL zu Metallurg Nowokusnezk. Im Mai des gleichen Jahres wurde sein Vertrag dort um zwei Jahre verlängert, aber im Oktober 2012 aufgelöst. Anschließend wurde Loginow von Amur Chabarowsk verpflichtet.

## Erfolge und Auszeichnungen
- 2001 Aufstieg in die Superliga mit Krylja Sowetow Moskau

## Karrierestatistik
(Legende zur Spielerstatistik: Sp oder GP = absolvierte Spiele; T oder G = erzielte Tore; V oder A = erzielte Assists; Pkt oder Pts = erzielte Scorerpunkte; SM oder PIM = erhaltene Strafminuten; +/− = Plus/Minus-Bilanz; PP = erzielte Überzahltore; SH = erzielte Unterzahltore; GW = erzielte Siegtore; 1 Play-downs/Relegation; Kursiv: Statistik nicht vollständig)